# Георгий (Боич)
Иеромонах Георгий (серб. Јеромонах Георгије, в миру Филип Боич, серб. Филип Бојић; 8 июля 1908, Язак — 8 апреля 1946, Шабац) — иеромонах Сербской православной церкви, настоятель монастыря Троноша, четник и капитан Югославских армий в Отечестве, командир Ядарской четницкой бригады.

## Биография
Родился 8 июля 1908 года в городе Язак на территории Австро-Венгрии (ныне община Ириг) Автономного Края Воеводина Республики Сербия в семье крестьян Димитрия и Милевы.
Служил в Югославской королевской армии, капитан запаса. В монахи пострижен в 1934 году, с 1936 года иеромонах и настоятель монастыря Троноше.
В августе 1941 года Боич был призван в ряды югославских четников Дражи Михайловича. Командовал Ядарским четницким отрядом, ставшим позднее бригадой. Сражался в боях за Лозницу и Баню-Ковилячу. Среди четников был известен как «Джиджо» (серб. „Џиџо“) или «Джиджа» (серб. „Џиџа“). Воспет в песне «Ој Рачићу здраво здраво», посвящённой полковнику четников Драгославу Рачичу.
В декабре 1945 года арестован югославскими властями, после трёх с половиной месяцев заточения осуждён и приговорён к расстрелу. Приговор приведён в исполнение 8 апреля 1946 в Шабаце на Дони-Шорском кладбище.